# Dosoftei
Dimitrie Barilă, meglio noto col suo nome di monaco, Dosoftei (Suceava, 26 ottobre 1624 – Žovkva, 13 dicembre 1693), è stato un monaco cristiano e letterato romeno.

## Biografia
Studiò a Iași nel Collegio fondato nell'anno 1640 presso il monastero “I Santi Tre Gerarchi”, poi nella scuola della Fraternità ortodossa di Leopoli, dove compì i suoi studi di umanesimo e di lingue antiche.
Nel 1671 divenne metropolita di Moldavia.

## Opere
- La vita e le opere dei santi, 1682 (opera in 4 volumi)
- Salterio in versi 1673, traduzione